# Naspur
Naspur è una suddivisione dell'India, classificata come census town, di 14.746 abitanti, situata nel distretto di Adilabad, nello stato federato del Telangana. In base al numero di abitanti la città rientra nella classe IV (da 10.000 a 19.999 persone).

## Geografia fisica
La città è situata a 18° 49' 60 N e 79° 27' 0 E e ha un'altitudine di 133 m s.l.m..

## Società

### Evoluzione demografica
Al censimento del 2001 la popolazione di Naspur assommava a 14.746 persone, delle quali 7.681 maschi e 7.065 femmine. I bambini di età inferiore o uguale ai sei anni assommavano a 1.827, dei quali 945 maschi e 882 femmine. Infine, coloro che erano in grado di saper almeno leggere e scrivere erano 8.490, dei quali 5.058 maschi e 3.432 femmine.